# 派拉蒙電視聯播網
派拉蒙電視聯播網（英語：Paramount Television Network，簡稱：PTN) 是美國電影公司派拉蒙影業設立的一家電視網，這家電視網在洛杉磯創建了KTLA電視台，在芝加哥創建了WBKB電視台。派拉蒙電視網還曾向杜蒙電視網投資40萬美元。但因兩家公司之間的競爭，導致杜蒙電視網的解體。